# صوفي بيكر
صوفي بيكر (من مواليد 16 مايو 1997) هي لاعبة ألعاب قوى أيرلندية تتنافس في سباقات السرعة متخصصة في سباق 400 متر. مثلت أيرلندا في الألعاب الأولمبية وبطولات العالم، تم اختيارها لفريق أيرلندا لبطولة أوروبا لألعاب القوى 2024، تأهل فريق لنهائي 4 × 400 متر تتابع للسيدات بأسرع وقت، حيث تمكن الفريق من الفوز بالميدالية الفضية في بطولة أوروبا لألعاب القوى 2024 مع فريق 4 × 400 متر تتابع للسيدات والذي سجل رقمًا قياسيًا وطنيًا أيرلنديًا جديدًا قدره 3:22.71، في وقت لاحق من ذلك الشهر، فازت بلقب بطولة أيرلندا في سباق 400 متر في دبلن. في يوليو 2024 تأهلت لسباق 400 متر فردي في الألعاب الأولمبية الصيفية 2024 في باريس.